# LXDE
LXDE je slobodno i otvoreno desktop okruženje za Juniks i druge Posiks kompatibilne platforme, kao što su Linuks i BSD. Cilj projekta je da proizvede desktop okruženje koje je brzo i efikasno. Engleska skraćenica LXDE ima značenje lagano X11 dektop okruženje (engl. Lightweight X11 Desktop Environment).
LXDE je dizajniran da radi na računarima sa malom računskom moći, kao što su starije mašine sa ograničenim resurcima, nova generacija netbuk mašina, i drugi mali kompjuteri, posebno oni sa malim količinama RAM-a. Testiranje na Ubuntu Linuksu je pokazalo da LXDE 0.5 koristi manju količinu memorije nego: Gnom 2.29, KDE 4.4, i Xfce 4.6, i da troši manje energije, što znači da mobilni komputeri sa LXDE-om u manjoj meri iscrpljuju bateriju pri niskom stepenu upotrebe, nego uređaji sa drugim desktop okruženjima.

## Spoljašnje veze
- Zvanični vebsajt
- na